# Prosopocera pascoei
Prosopocera pascoei là một loài bọ cánh cứng trong họ Cerambycidae.